# Armadilloniscus amakusaensis
Armadilloniscus amakusaensis is een pissebed uit de familie Detonidae. De wetenschappelijke naam van de soort is voor het eerst geldig gepubliceerd in 1984 door Nunomura.